# Künstlerpostkarte

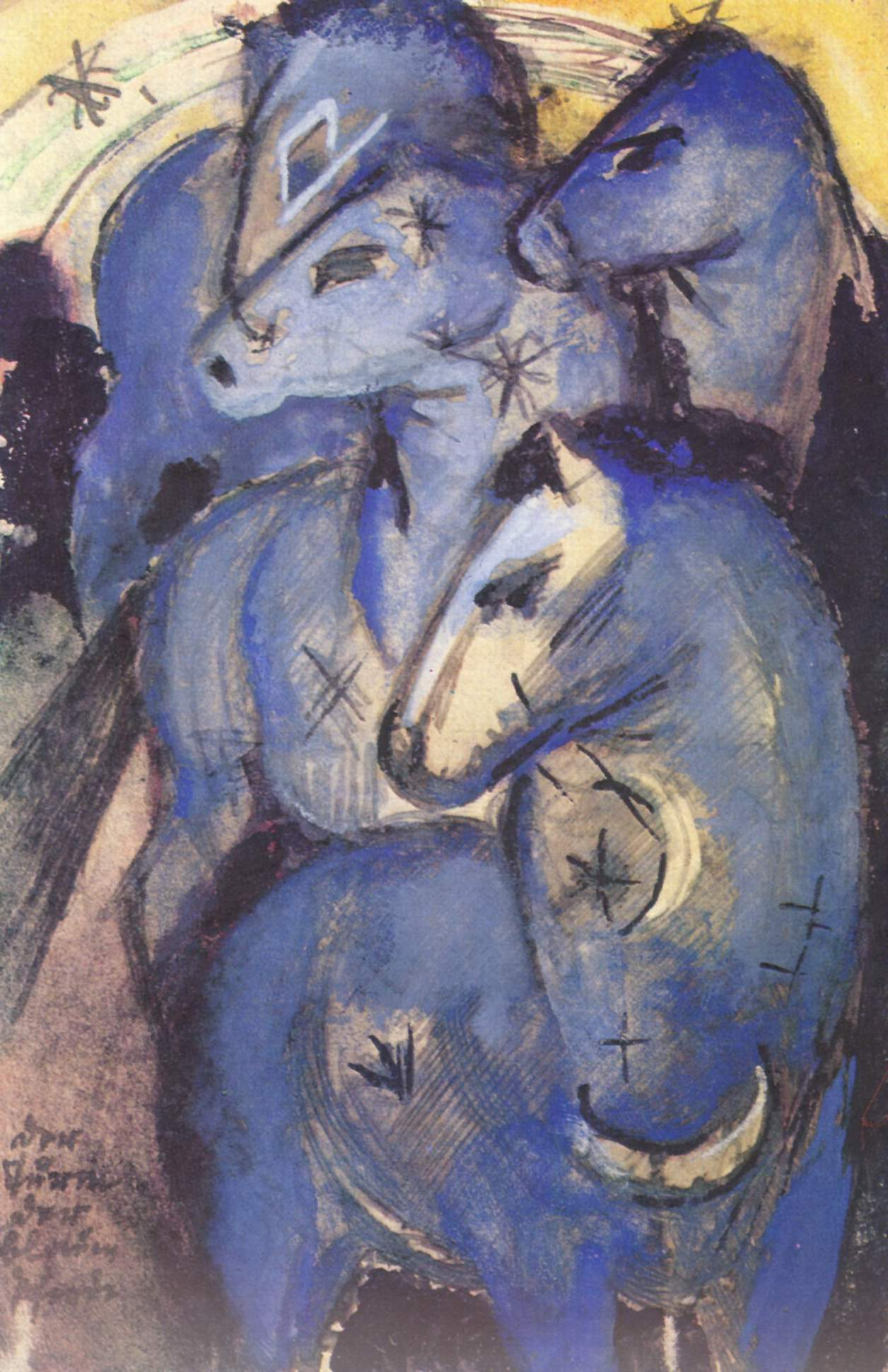
Franz Marc: Der Turm der blauen Pferde, 1912/1913, Neujahrsgruß an Else Lasker-Schüler

Eine Künstlerpostkarte ist eine künstlerische, von Künstlern eigenhändig gestaltete Ansichtskarte, deren Entwurf bereits ursprünglich für die Verwendung auf einer Postkarte bestimmt ist. Sie wird entweder von einem Künstler an Verwandte, Künstler oder Museen postalisch versendet oder verbleibt als Objekt unversendet. Sie sind teils auch Unikate und an einen einzelnen Adressaten gerichtet.

## Definition

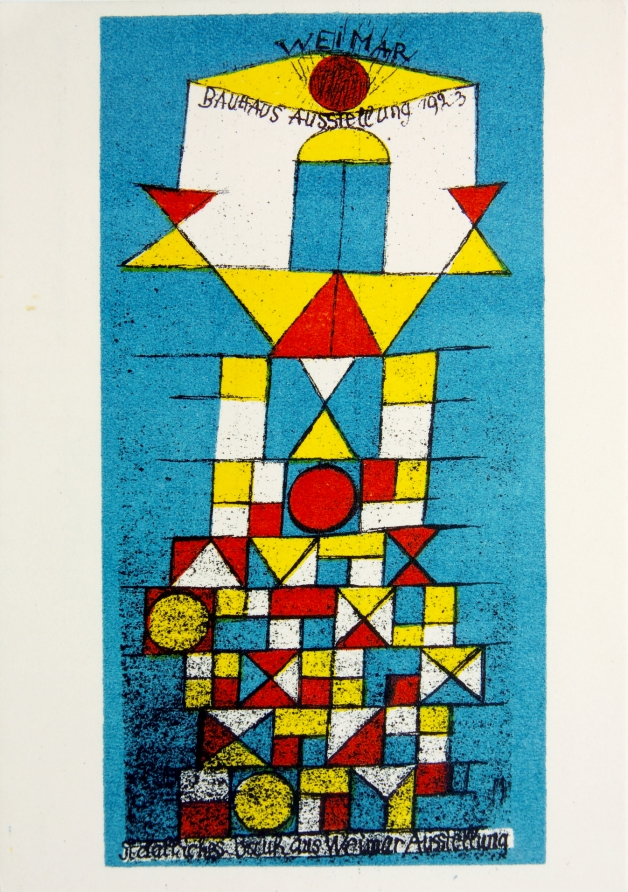
Künstlerkarte für die Bauhaus-Ausstellung von Paul Klee, 1923

Neben in größeren Auflagen gedruckten Karten, gibt es zudem einzeln gemalte Unikate. Außerdem gibt es nachträgliche Reproduktionen von bereits vorhandenen Kunstwerken, die z. B. vorher als Gemälde entworfen wurden, die aber eher als Kunstpostkarten zu bezeichnen sind. Als solche werden auch die von Künstlern speziell entworfenen Bildkarten bezeichnet, die für eine Serienproduktion gedacht sind, wie sie z. B. durch die Wiener Werkstätte gefertigt wurden. Abzugrenzen ist die Künstlerpostkarte von den in der Mail Art konzeptionell als Teil eines fortlaufenden Netzwerkes verstandenen Werken.
Im englischen Sprachraum gibt es den Begriff artist signed postcards hierfür, der Benennung nach sind dies Ansichtskarten, die mit dem Namen des Künstlers gekennzeichnet sind. Es gibt allerdings einige Künstlerkarten, die anonym oder unter einem Pseudonym veröffentlicht sind,  die kaum die hohen Preise der berühmten Namen erzielen.

## Geschichte

Ernst Ludwig Kirchner: Badende an den Moritzburger Seen, Postkarte an Rosa Schapire, 1909

Pferd und Haus mit Regenbogen, Postkarte von Franz Marc an Paul Klee, 1913, Franz Marc Museum, Kochel

Die Postkarte wurde in Deutschland 1870 eingeführt, in Österreich bereits 1869 als Correspondenzkarte. Der Maler Philipp Franck, Landschafts- und Genremaler, verschickte am Freitag, den 11. Juni 1880, von Kronberg im Taunus eine Postkarte der Deutschen Reichspost an seine Schwester Lilly Franck nach Frankfurt am Main. Die Karte liefert im zweiten Satz eine Bildlegende zu einer umseitigen aquarellierten und weiß erhöhten Federzeichnung, die durch Stempelung der Reichspost zu einer Künstlerpostkarte verwandelt wurde. Sie gilt heute als erste ihrer Gattung und nimmt den Rang einer Inkunabel ein.
Die Künstler der expressionistischen Künstlergruppe Brücke wie beispielsweise Ernst Ludwig Kirchner schickten Anfang des 20. Jahrhunderts häufig Postkarten als Grußbotschaft an ihre Freunde oder Förderer, beispielsweise an Rosa Schapire. Die gedruckten, gezeichneten oder aquarellierten Postkarten sind Kunstwerke im Miniaturformat, die im Jahr 2012 in einer Ausstellung des Brücke-Museums in Berlin unter dem Titel Besten Gruß. Künstlerpostkarten der „Brücke“ gezeigt wurden. Sie legen Zeugnis ab über das Leben und Schaffen der Künstler und dienten als Quellenmaterial für die Forschung. Der Poststempel half, Datierungsfragen zu klären. Einige Motive gaben eine Vorstellung von heute nicht mehr existierenden Werken oder dienten als Idee für die Umsetzung in ein Gemälde oder eine Druckgrafik.
Der Mitbegründer der Redaktionsgemeinschaft Der Blaue Reiter, Franz Marc, schickte ab 1912 an die Dichterin Else Lasker-Schüler insgesamt 28 eigenhändig bemalte Kartengrüße. Das Aquarell Der Turm der blauen Pferde war ein Neujahrsgruß auf das Jahr 1913 und ist der einzig erhaltene farbige Entwurf für das gleichnamige, seit 1945 verschollene Ölgemälde.
Neben Franz Marc waren es Paul Klee, Heinrich Campendonk, Lyonel Feininger und Robert Delaunay aus dem Umfeld des Blauen Reiter, die 1913/14 zahlreiche aufwendig gestaltete Postkarten verschickten. Die Karten sind nicht mehr skizzenhaft, sondern detailliert ausgeführte Bilder, zum Teil mit Silber und Blattgold verziert. Mit dem Ausbruch des
Ersten Weltkriegs endete diese Phase der Künstlerpostkarten. Nach dem Krieg waren es nur einige Künstler, die die Ideen der Brücke und des Blauen Reiter fortsetzten. Es folgten die Dadaisten mit ironischen, provozierenden Werken als „Antikunst“. Die Collage ist das Element der dadaistischen Postkartenkunst. Später waren sie beispielsweise in den 1960er Jahren in den Kunstrichtungen Fluxus und Konzeptkunst vertreten; gegenwärtig stehen traditionelle sowie avantgardistische Techniken in der Ausführung nebeneinander.

## Beispiele für Karten

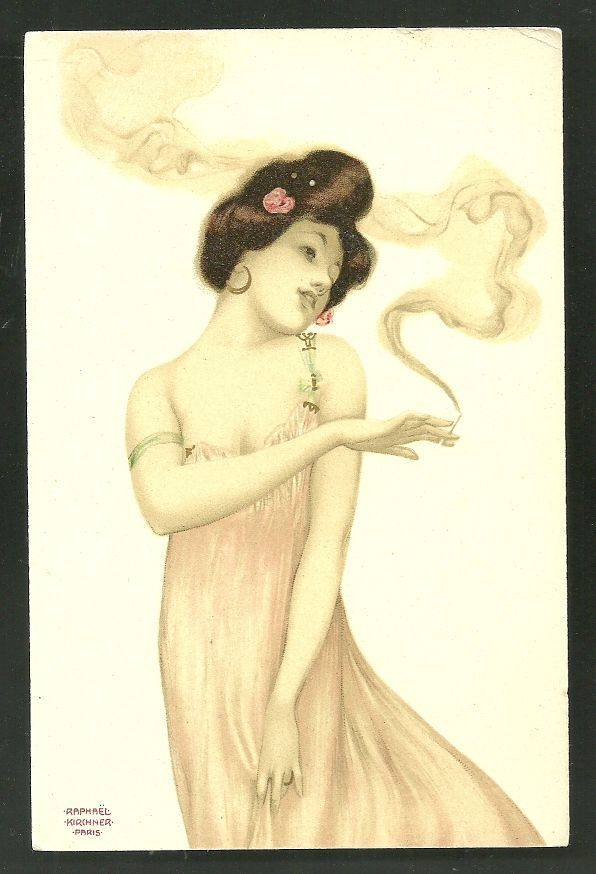
Raphael Kirchner: Frau mit Zigarette

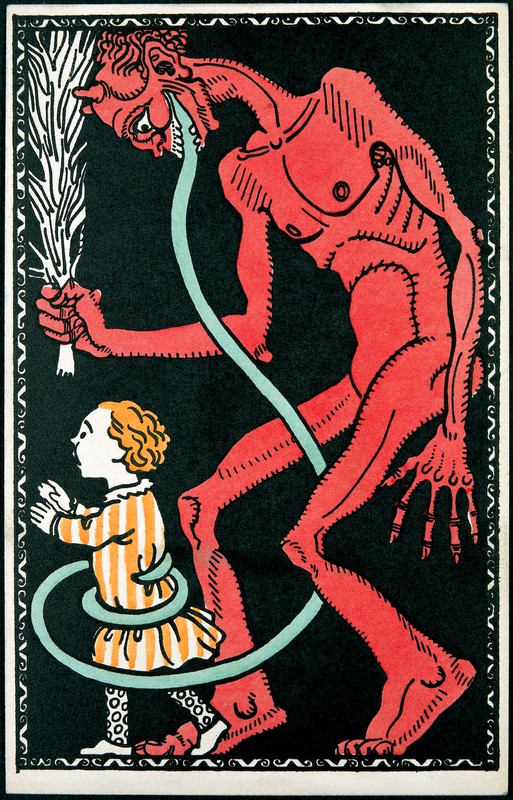
Für 11.000 Euro im Jahr 2003 versteigerte Postkarte „Krampus mit Kind“;
Künstlerpostkarte Nummer 542 der Wiener Werkstätte, anonymer Künstler, um 1911

Typische Genres und Beispielkünstler sind:
- Schöne Frauen (Raphael Kirchner), Künstler des Jugendstil
- Mode (Mela Köhler),
- Kinder (Frances Brundage) oder
- Glückwünsche (Samuel L. Schmucker).

Es gibt auch Werbepostkarten, die von bekannten Künstlern gestaltet wurden, eine bekannte Serie ist die Collection des cent. Generell stammen diese Karten aber meist nicht aus Serien. Besonders viele Exemplare gab es im Jugendstil, als die Beliebtheit der Ansichtskarten den Gipfel erreichte. Zeitgenössische Karten gibt es heute beispielsweise als Gratispostkarten. Bauhaus-Karten und Karten der Wiener Werkstätte zählen zu den teuersten Ansichtskarten und erreichen bei Auktionen teilweise Preise von über 10.000 Euro.

## Ausstellungen
- Bemalte Postkarten und Briefe deutscher Künstler im Altonaer Museum, Hamburg, 1962
- Die Künstlerpostkarte – von den Anfängen bis zur Gegenwart im Altonaer Museum, Hamburg, Norddeutsches Landesmuseum, 4. März bis 8. Juni 1992 und Deutschen Postmuseum, Frankfurt, 30. Juni bis 13. September 1992
- Besten Gruß. Künstlerpostkarten der „Brücke“ im Brücke-Museum Berlin, 25. Mai bis 23. September 2012
- Bilderbriefe, Künstlerpostkarten, Mail Art in der Akademie der Künste, Berlin, 30. August bis 8. Dezember 2013
- Kirchner, Schmidt-Rottluff, Heckel und Pechstein lassen grüßen. Künstlerpostkarten der Expressionisten im Osthaus Museum, Hagen, 24. August bis 2. November 2014
- …DEIN MAX. Große Kunst im kleinen Format im Edwin Scharff Museum, Neu-Ulm, 31. Januar bis 3. Mai 2015
- Postkartenkilometer. Künstlerkarten in Europa von 1960 bis heute im Kupferstichkabinett Dresden, 10. November 2023 bis 18. Februar 2024